# Komunitní rada Manhattanu 9

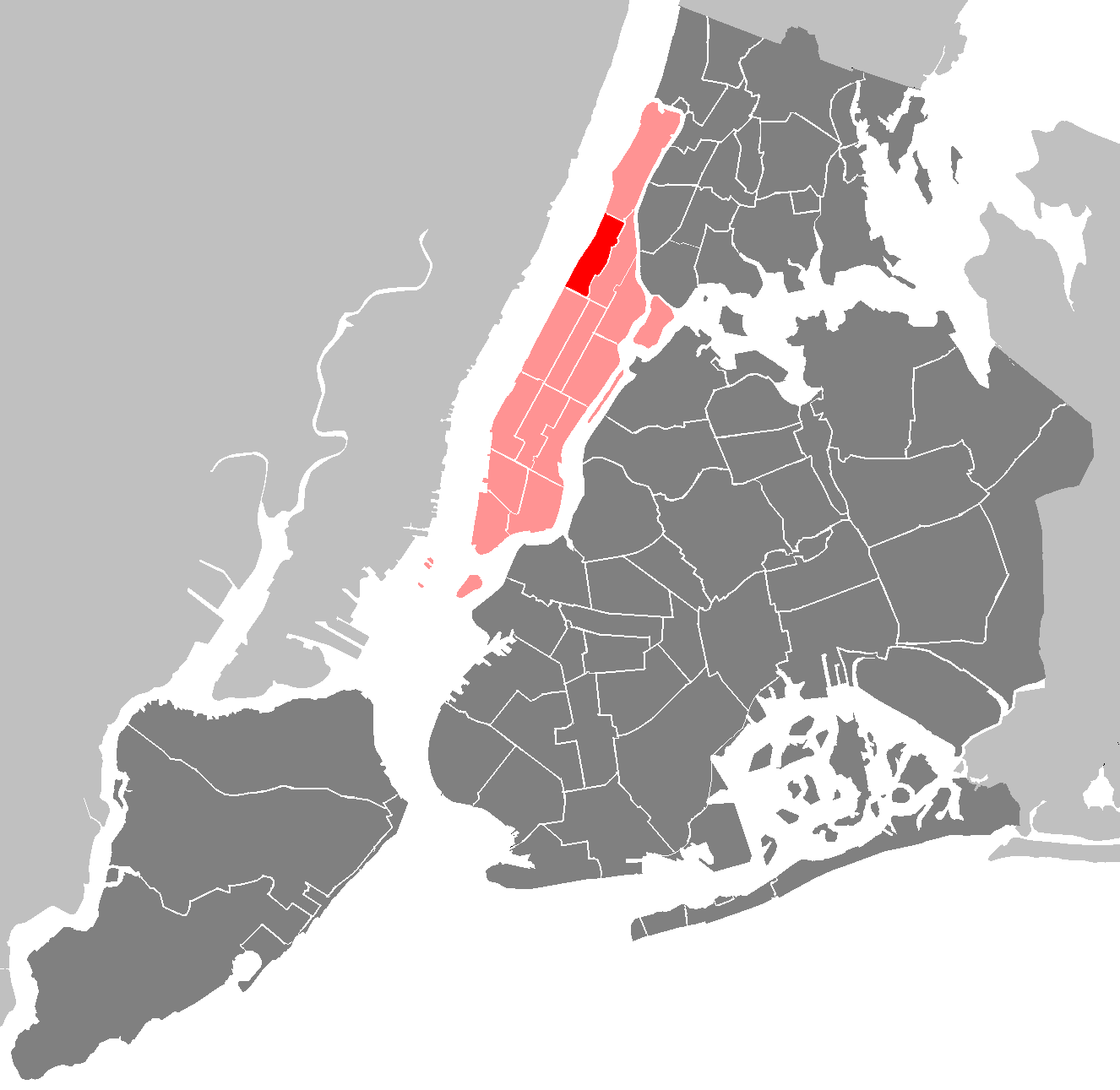
Poloha na Manhattanu

Komunitní rada Manhattanu 9 (Manhattan Community Board 9) je jednou z komunitních rad na newyorském Manhattanu. Zahrnuje všechny části čtvrti Westside Harlem, Hamilton Heights, Manhattanville a Morningside Heights.
Na východě ji ohraničuje Edgecombe Avenue, Bradhurst Avenue, Saint Nicholas Avenue, 123. ulice a Morningside Avenue, na jihu Cathedral Parkway, na západě Hudson River a na severu 155. ulice. Předsedou je Jordi Reyes-Montblanc a správcem Lawrence McClean.